# Buthus aures
Espèce
Buthus aures est une espèce de scorpions de la famille des Buthidae.

## Distribution
Cette espèce est endémique d'Algérie. Elle se rencontre vers Batna.

## Description
Le mâle holotype mesure 60,9 mm.

## Étymologie
Son nom d'espèce lui a été donné en référence au lieu de sa découverte, les Aurès.

## Publication originale
- Lourenço & Sadine 2016 : « One more new species of Buthus Leach, 1815 from Algeria (Scorpiones: Buthidae). » Revista Ibérica de Aracnología, no 28, p. 13–17.